# Simone Grippo
Simone Grippo (* 12. Dezember 1988 in Ettingen) ist ein Schweizer Fussballspieler.

## Karriere
Der Mittelfeldakteur begann seine Profikarriere beim FC Basel, bei dem er in der U-21-Mannschaft regelmässig eingesetzt wurde, jedoch den Sprung in die erste Mannschaft nicht schaffte. Daraufhin wurde er zum FC Concordia Basel verliehen,  wo er ein fester Bestandteil des Teams wurde und sich als Stammspieler etablieren konnte. Grippo kehrte nach Auslaufen der Leihfrist im Sommer 2008 nicht zum FC Basel zurück, sondern wechselte erneut auf Leihbasis den Verein zu AC Bellinzona.
Sein Gastspiel bei der AC Bellinzona endete jedoch sehr rasch (er absolvierte keine einzige Partie), weil ihn nur einen Monat später der italienische Serie-A-Aufsteiger Chievo Verona unter Vertrag nahm. Dort konnte er sich im ersten Anlauf nicht durchsetzen und bestritt nur zwei Ligaspiele. Im Februar 2009 folgte die Ausleihe zum Zweitligisten Piacenza Calcio. Der Mittelfeldspieler wurde in Piacenza in drei Serie-B-Partien eingesetzt und kehrte im Sommer 2009 wieder zu Chievo Verona zurück. Nachdem Grippo sich erneut nicht hatte aufdrängen können, verliess er erneut auf Leihbasis den Verein und schloss sich dem Drittligisten AC Lumezzane an. Die Saison 2010–11 spielt er leihweise bei Frosinone Calcio in der Serie B.
Im Sommer 2011 wechselte Grippo zu Lugano und ein Jahr später, im Sommer 2012, wechselte er zu Servette. Nach der Saison 2012/13 wurde sein Vertrag bei Servette nicht verlängert. Nach einem halben Jahr als Vereinsloser wechselte er am 19. Dezember 2013 zum FC Vaduz. Zwischen 2017 und 2020 spielte Grippo für Real Saragossa, bevor er im Januar 2020 Real Oviedo wechselte. 2021 unterschrieb er einen Vertrag beim FC Lausanne-Sport. Seit Sommer 2024 ist er vereinslos.

## Titel und Erfolge
FC Basel
- Schweizer Meister mit der U18: 2006[6]
- Schweizer Pokalsieger mit der U18: 2006[6]

FC Vaduz
- Liechtensteiner Cupsieger: 2014, 2015, 2016, 2017